# Horta (Corullón)
Horta es una localidad española perteneciente al municipio de Corullón, en la provincia de León, comunidad autónoma de Castilla y León.

## Geografía

### Ubicación
| Noroeste: Corullón | Norte: Vilela | Noreste: Valtuille de Abajo |
| Oeste: Corullón    |               | Este: Parandones            |
| Suroeste Corullón  | Sur: Otero    | Sureste: Otero              |

## Demografía
Evolución de la población
| Gráfica de evolución demográfica de Horta entre 2000 y 2017        |
|                                                                    |
| Población de derecho (2000-2017) según el padrón municipal del INE |

## Patrimonio
- Convento de Cabeza de Alba